# Puitaal
De puitaal of magge (Zoarces viviparus) is een straalvinnige vis. De soort wordt in het Nederlands ook wel magaal of moeraal genoemd.

## Beschrijving
De puitaal behoort tot de puitalen (Zoarcidae), een familie uit de orde van de baarsachtigen (Perciformes). De maximale lengte is 52 centimeter en het hoogst gemeten gewicht is 510 gram. De hoogst vastgestelde leeftijd is tien jaar. Het lichaam is slangvormig met een brede bek en een grote kop zonder zichtbare schubben. De brede rugvin loopt tot aan de staartaanzet en heeft vlak voor het einde een kenmerkende inkeping.

## Biotoop en leefwijze
De puitaal komt voor in zout en brak water in een gematigde klimaatzone. De vis houdt zich over het algemeen op van de oppervlakte tot 40 meter diepte, maar meestal tussen de 2 en de 20 meter. Hij is geen stroomzwemmer, maar ligt meestal wachtend op zijn prooi op zand- of modderbodems, tussen het zeewier of stenen en ook in riviermondingen. Het dier kan tot 24 uur buiten het water verblijven, bijvoorbeeld tussen vochtig wier in drooggevallen getijdenpoelen. De puitaal jaagt op slakken, kreeftachtigen, muggenlarven, eieren en kleinere vissen. Er wordt niet specifiek op de puitaal gevist door de mens, de soort is voor de beroepsvisserij van marginaal belang. De vis staat als bevisbaar in de Nederlandse Visserijwet.

### Voortplanting
In de nazomer vindt de paai plaats gevolgd door een inwendige bevruchting in het lichaam van het vrouwtje. De vis is eierlevendbarend; na een zwangerschap van 120 dagen bevalt het vrouwtje van tussen de 25 en 400 jongen die bij de geboorte 4 centimeter lang zijn. De jongen zijn veel smaller van bouw dan volwassen dieren en lijken op een glasaal.

## Verspreiding

### Wereldwijd
De puitaal komt voor in het noordoosten van de Atlantische Oceaan, de Witte Zee, de kust van Moermansk, de Barentszzee, de Engelse Kanaalkust, de oostkust van Schotland, de Ierse Zee, de Orkney-eilanden, de Shetlandeilanden, de Noordzee en de Oostzee.

### Nederlandse kust
De puitaal komt langs de kust en in de zeegaten algemeen voor. Trends in het voorkomen van de puitaal worden sinds 1994 door de stichting ANEMOON met behulp van waarnemingen door sportduikers in de Oosterschelde en het Grevelingenmeer bijgehouden.